# Heriades scutellatus
Heriades scutellatus är en biart som beskrevs av Heinrich Friese 1922. Heriades scutellatus ingår i släktet väggbin, och familjen buksamlarbin. Inga underarter finns listade i Catalogue of Life.